# Euphorbia marlothiana
Euphorbia marlothiana är en törelväxtart som beskrevs av Nicholas Edward Brown. Euphorbia marlothiana ingår i släktet törlar, och familjen törelväxter. Inga underarter finns listade i Catalogue of Life.